# Le Savant et le Chimpanzé
Le Savant et le Chimpanzé és un curtmetratge mut de comèdia francès del 1900 dirigit per Georges Méliès.

## Trama
En una casa de dos pisos (el disseny de la secció transversal del conjunt permet a l'espectador veure els dos nivells), un metge està estudiant un mico engabiat. Quan el metge marxa un moment, el mico s'escapa de la gàbia i comença a fer estralls als dos pisos. La cua del mico es desprèn i adquireix vida pròpia, enganxant-se al nas del metge. Tant el metge com una mestressa corren per intentar restablir l'ordre, però el mico continua bolcant els mobles i arrenca la faldilla de la mestressa, deixant-la amb els seus pantalettes. Quan acaba el curtmetratge, tota la casa està en ruines.

## Producció i llançament
El mateix Méliès fa de metge. El conjunt de dos pisos es va reutilitzar més tard el mateix any a La Maison tranquille, en què Méliès interpreta un dels inquilins.
La pel·lícula va ser estrenada per la Star Film Company de Méliès i té el número 317 dels seus catàlegs, on es va anunciar com a scène comique.

## Recepció
En una anàlisi comparativa de la història del cinema i els videojocs, Manuel Garin Boronat assenyala que les imatges de la pel·lícula prefiguran l'acció multinivell del joc de Nintendo Donkey Kong (1981). Rae Beth Gordon, en un estudi de la patologia a l'obra de Méliès, comenta que la pel·lícula, amb el seu antic mico provocant un comportament igualment antic d'un humà, evoca temes de l'evolució i de la "tendència de la humanitat a imitar allò que veiem" (tendance de singer ce qu'on voit). Gordon també assenyala que els micos apareixen en diverses altres pel·lícules de Méliès, és a dir incloent Les Quatre Cents Farces du diable; els seus papers en aquestes pel·lícules, com a imitadors i portadors del caos, s'assemblen molt a les funcions similars dels imps i dimoniss en moltes de les comèdies de Méliès.